# Saint-Cricq
Saint-Cricq is een gemeente in het Franse departement Gers (regio Occitanie) en telt 122 inwoners (1999). De plaats maakt deel uit van het arrondissement Auch.

## Geografie
De oppervlakte van Saint-Cricq bedraagt 3,0 km², de bevolkingsdichtheid is 40,7 inwoners per km².
De onderstaande kaart toont de ligging van Saint-Cricq met de belangrijkste infrastructuur en aangrenzende gemeenten.

## Demografie
Onderstaande figuur toont het verloop van het inwonertal (bron: INSEE-tellingen).